# Jimena Barón

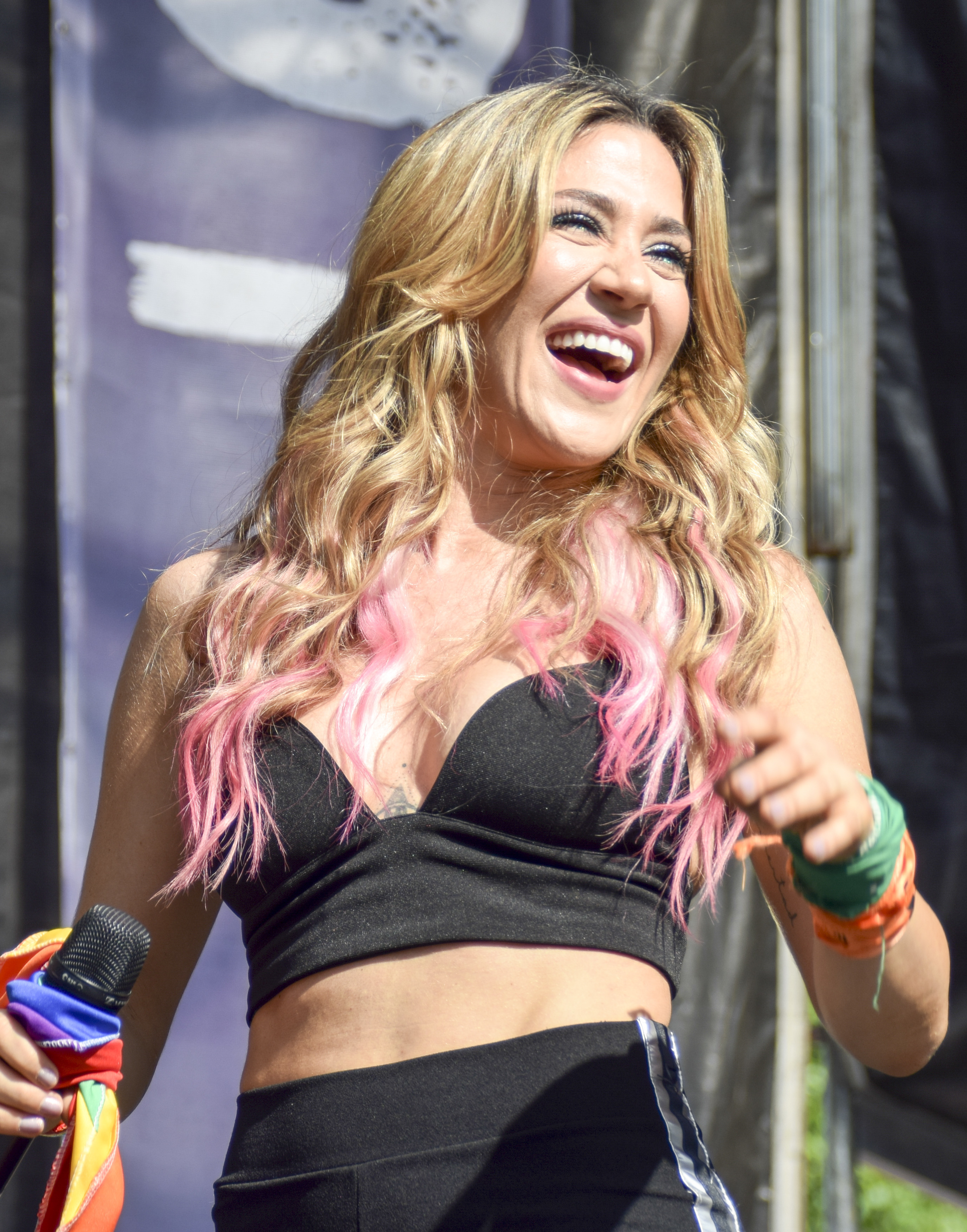
Jimena Barón (2018)

Jimena Guevara Barón (* 24. Mai 1987 in Buenos Aires), auch als J Mena bekannt, ist eine argentinische Schauspielerin und Sängerin.

## Leben
Ihre musikalische Karriere begann sie 2017 mit dem Song La tonta. 2011 nahm Barón an der Sendung Bailando por un sueño (deutsch: „Tanz für einen Traum“) teil. Aus gesundheitlichen Gründen musste sie die Sendung vorzeitig verlassen. 2015 erstattete sie gegen ihren Partner Anzeige wegen sexueller Belästigung. Sie beschuldigte ihn, sie unter anderem als Prostituierte beleidigt zu haben.
2015 trat Barón zum ersten Mal als Sängerin mit ihrer Band Barón Band auf. Zwei Jahre später veröffentlichte sie ihre erste Single La Tonta. Ihre zweite Single, QLO, veröffentlichte sie im gleichen Jahr.

## Filmografie
- 1991–1994: Grande, Pá!
- 1998: The Lighthouse
- 1998–1999: Gasoleros
- 2001–2002: El Sodero de Mi Vida
- 2002–2004:Son amores
- 2004–2005: Los Roldán
- 2007–2010: Casi Ángeles
- 2008–2009; Por amor a vos
- 2011–2012: Los únicos
- 2012–2013: Sos mi hombre
- 2015–2016: Esperanza mía
- 2016: Educando a Nina
- 2016: Hypersomnia
- 2017: Quiero vivir a tu lado
- 2018: El Potro